# Ida Ladstätter
Ida Ladstätter (* 13. Februar 1965 in St. Jakob in Defereggen, Osttirol) ist eine ehemalige österreichische Skirennläuferin.

## Karriere
Ihre ersten Weltcuppunkte gewann Ladstätter am 25. März 1982 mit Rang 7 beim Riesenslalom von San Sicario. 1983 gewann sie bei den Juniorenweltmeisterschaften in Sestriere im Slalom hinter der Italienerin Fulvia Stevenin und der Tschechoslowakin Alexandra Mařasová die Bronzemedaille.
Ladstätter gehörte Mitte bis Ende der 1980er-Jahre zu den weltbesten Skirennläuferinnen im Slalom. Am 13. Dezember 1987 konnte sie den Slalom in Leukerbad, Schweiz gewinnen. Dies sollte ihr einziger Sieg im Weltcup bleiben. Aufgrund dieses Sieges wurde sie für die Olympischen Winterspiele in Calgary nominiert. Dort erreichte sie den 6. Platz im Slalom. Als sie sich nicht für die Skiweltmeisterschaften 1991 in Saalbach-Hinterglemm qualifizieren konnte, erklärte sie ihren sofortigen Rücktritt.
Nach ihrer sportlichen Laufbahn arbeitete Ladstätter als Ordinationsassistentin in einer Arztpraxis.

## Erfolge

### Olympische Winterspiele
- Calgary 1988: 6. Slalom

### Weltmeisterschaften
- Crans-Montana 1987: DNF Slalom[2]

### Weltcup
- 5 Podestplätze, davon ein Sieg

| Datum             | Ort       | Land    | Disziplin |
| ----------------- | --------- | ------- | --------- |
| 13. Dezember 1987 | Leukerbad | Schweiz | Slalom    |

### Juniorenweltmeisterschaften
- Sestriere 1983: 3. Slalom

### Weitere Erfolge
- Österreichische Meisterin im Slalom (1985)
- Österreichische Vizemeisterin im Slalom (1984, 1987)